# السوافير الشرقية
السوافير الشرقية هي قرية فلسطينية في قضاء المجدل لواء غزة.

## القرية قبل عام 1948
تقع السوافير الشرقية 50 مترًا عن سطح البحر، مساحة أراضيها 13831 دونما 314 دونم من للطرق والوديان، و930 دونم غرسها العرب بأشجار الحمضيات. يتراوح عمق أراضي القرية 36-40 مترًا، كان بها 588 نسمة عام 1922 وبلغوا 781 عام 1931، وبلغ عدد السكان 960 نسمة عام 1945.
كانت تقع القرية على جنوبي طريق السهل الساحلي الواقع بين المجدل وغزة وإلى الشمال الشرقي يربطها مع الرملة والقدس. أما نعت الشرقية لتمييزها عن القريتين المجاورتين لها السوافير الغربي والسوافير الشمالي وكانت تشكل معا مثلثا قائم الزاوية. وفي العهد العثماني وفي عام 1956 تحديدا كانت تابعة للواء غزة وتدفع الضرائب عن الكروم والبساتين وغلال القمح والقطن، كانت زراعة البعل عماد اقتصادها. في أواخر القرن التاسع عشر كان في القرية بساتين ومسجدا ومدرسة تشاركها معها سوافير الشمالية والغربية وبلغ عدد طلابها 280 تلميذًا أواسط الأربعينيات.
وإن كلمة السوافير أتت من اسم المدينة الفلسطينية القديمة شافير، بمعنى الأرض والوديان

## احتلال القرية
وقد أخليت من سكانها أثناء حرب 1948 في 18 مايو/ أيار 1948، كجزء من المرحلة الثانية من عملية براك، وذلك وفقا للمصادر الإسرائيلية، أما المصدر العربي جاء من خلال مذكرات الرئيس المصري جمال عبد الناصر التي توجّه انتقادًا للقوّات المصرية التي اتاحت للقوات الإسرائيلية احتلال القرية بعد إعلان الهدنة أي في 25 يونيو/ حزيران 1948، وقد صدرت أوامر للكتيبة السادسة وهي كتيبة عبد الناصر لاستعادة القرية ولكنهم لم يقدروا وذلك لان القواتت السودانية فشلت باستعادة قرية بيت دراس، فذهبت الكتيبة تستطلع خلف خطوط العدو قرى السوافير ووجدت عدد اليهود هناك قليل، ولكن هذه المعلومات لم تستخدم لأن القوات العربية توقفت عند بيت دراس.

## القرية اليوم
لم يبق أي من منازل القرية. تقوم أبنية جديدة على الموقع الذي كان قديما مسجدا، ولا يزال بعض معالم القرية واضحا فهناك شجرة جميز في بستان عائلة البحيصي وشجرة سرو قديمة في حقل خال ومضخة مياه في بستان إسماعيل السوافير. من الواضح أن أربع مستعمرات أنشئت على أراضي السوافير الشرقية. فقد بنيت عين تسوريم في سنة 1949، وزراحيا في السنة 1950. وأقيمت مستعمرة نير بنيم إلى الشرق من القرية في سنة 1954.